# HZ Весов
HZ Весов (лат. HZ Librae), HD 133894 — одиночная переменная звезда в созвездии Весов на расстоянии приблизительно 1706 световых лет (около 523 парсеков) от Солнца. Видимая звёздная величина звезды — от +8,12m до +8,02m.

## Характеристики
HZ Весов — красный гигант, пульсирующая медленная неправильная переменная звезда (LB:) спектрального класса M2/3III.